# Jégkorong az 1920. évi nyári olimpiai játékokon
Az 1920. évi nyári olimpiai játékokon a jégkorongtornát Antwerpenben rendezték április 23. és 25. között, hét csapat részvételével a Palais de Glace d’Avers jégpályáján. A pálya mérete 50 × 18 méteres volt. Az aranyérmes kanadai csapat a Winnipeg Falcons (Winnipegi Sólymok) játékosaiból állt, a döntőben 12–1-re győztek a svéd válogatott ellen.
Az olimpiai játékok történetében ez volt az első jégkorongtorna, valamint ez volt az első hivatalos jégkorong-világbajnokság is.

## Éremtáblázat
(Az egyes számoszlopok legmagasabb értéke, vagy értékei vastagítással kiemelve.)
| Az 1920. évi nyári olimpiai játékok éremtáblázata jégkorongban | Az 1920. évi nyári olimpiai játékok éremtáblázata jégkorongban | Az 1920. évi nyári olimpiai játékok éremtáblázata jégkorongban | Az 1920. évi nyári olimpiai játékok éremtáblázata jégkorongban | Az 1920. évi nyári olimpiai játékok éremtáblázata jégkorongban | Olimpia  |
| -------------------------------------------------------------- | -------------------------------------------------------------- | -------------------------------------------------------------- | -------------------------------------------------------------- | -------------------------------------------------------------- | -------- |
|                                                                | Ország                                                         | Arany                                                          | Ezüst                                                          | Bronz                                                          | Összesen |
| 1.                                                             | Kanada (CAN)                                                   | 1                                                              | 0                                                              | 0                                                              | 1        |
|                                                                |                                                                |                                                                |                                                                |                                                                |          |
| 2.                                                             | Egyesült Államok (USA)                                         | 0                                                              | 1                                                              | 0                                                              | 1        |
|                                                                |                                                                |                                                                |                                                                |                                                                |          |
| 3.                                                             | Csehszlovákia (TCH)                                            | 0                                                              | 0                                                              | 1                                                              | 1        |
|                                                                |                                                                |                                                                |                                                                |                                                                |          |
| Összesen                                                       | Összesen                                                       | 1                                                              | 1                                                              | 1                                                              | 3        |

## Érmesek
| Az 1920. évi nyári olimpiai játékok érmesei jégkorongban                                                                        | Az 1920. évi nyári olimpiai játékok érmesei jégkorongban | Az 1920. évi nyári olimpiai játékok érmesei jégkorongban                                                                                            | Az 1920. évi nyári olimpiai játékok érmesei jégkorongban |
| Arany | Ezüst | Bronz |                                                          |
| Kanada (CAN) | Egyesült Államok (USA) | Csehszlovákia (TCH) |                                                          |
| --- | --- | --- | -------------------------------------------------------- |
| Robert Benson Walter Byron Frank Fredrickson Chris Fridfinnson Magnus Goodman Haldor Halderson Konrad Johannesson Allan Woodman | Raymond Bonney Anthony Conroy Herbert Drury Edward Fitzgerald Gerry Geran Moose Goheen Joseph McCormick Lawrence McCormick Frank Synott Leon Tuck Cyril Weidenborner | Karel Hartmann Valentin Loos Jan Palouš Jan Peka Karel Pešek Josef Šroubek Otakar Vindyš Karel Wälzer Karel Kotrba (tartalék) Josef Loos (tartalék) |                                                          |

## Részt vevő nemzetek
A tornán 7 nemzet 60 sportolója vett részt.
- Belgium (BEL) (7)
- Csehszlovákia (TCH) (8)
- Egyesült Államok (USA) (11)
- Franciaország (FRA) (7)
- Kanada (CAN) (8)
- Svájc (SUI) (8)
- Svédország (SWE) (11)

## Negyeddöntők
| 1920. április 23. | Svédország (SWE) | 8 – 0 (5–0, 3–0) | Belgium | Antwerpen, Belgium |

|  |  |  |  |  |
|  |  |  |  |  |
|  |  |  |  |  |
|  |  |  |  |  |

| 1920. április 24. | Egyesült Államok (USA) | 29 – 0 (15–0, 14–0) | Svájc | Antwerpen, Belgium |

|  |  |  |  |  |
|  |  |  |  |  |
|  |  |  |  |  |
|  |  |  |  |  |

| 1920. április 24. | Kanada (CAN) | 15 – 0 (10–0, 5–0) | Csehszlovákia | Antwerpen, Belgium |

|  |  |  |  |  |
|  |  |  |  |  |
|  |  |  |  |  |
|  |  |  |  |  |

## Helyosztók

### Elődöntők
| 1920. április 25. | Svédország (SWE) | 4 – 0 (2–0, 2–0) | Franciaország | Antwerpen, Belgium |

|  |  |  |  |  |
|  |  |  |  |  |
|  |  |  |  |  |
|  |  |  |  |  |

| 1920. április 25. | Kanada (CAN) | 2 – 0 (0–0, 2–0) | Egyesült Államok | Antwerpen, Belgium |

|  |  |  |  |  |
|  |  |  |  |  |
|  |  |  |  |  |
|  |  |  |  |  |

### Döntő
| 1920. április 26. | Kanada (CAN) | 12 – 1 (5–1, 7–0) | Svédország | Antwerpen, Belgium |

|  |  |  |  |  |
|  |  |  |  |  |
|  |  |  |  |  |
|  |  |  |  |  |

| Az 1920. évi nyári olimpiai játékok férfi jégkorongtornájának olimpiai bajnoka |
| · KANADA · 1. cím                                                              |
| ------------------------------------------------------------------------------ |

Rájátszás az ezüstéremért
| 1920. április 27. | Egyesült Államok (USA) | 7 – 0 (0–0, 0–0) | Svédország | Antwerpen, Belgium |

|  |  |  |  |  |
|  |  |  |  |  |
|  |  |  |  |  |
|  |  |  |  |  |

| 1920. április 28. | Egyesült Államok (USA) | 16 – 0 (7–0, 9–0) | Csehszlovákia | Antwerpen, Belgium |

|  |  |  |  |  |
|  |  |  |  |  |
|  |  |  |  |  |
|  |  |  |  |  |

Rájátszás a bronzmérkőzésért
| 1920. április 28. | Svédország (SWE) | 4 – 0 (0–0, 4–0) | Svájc | Antwerpen, Belgium |

|  |  |  |  |  |
|  |  |  |  |  |
|  |  |  |  |  |
|  |  |  |  |  |

Bronzmérkőzés
| 1920. április 29. | Csehszlovákia (TCH) | 1 – 0 (1–0, 0–0) | Svédország | Antwerpen, Belgium |

|  |  |  |  |  |
|  |  |  |  |  |
|  |  |  |  |  |
|  |  |  |  |  |

## Végeredmény
| Helyezés | Csapat                 | M | Gy | D | V | G+ | G– | Gk  | P |
| -------- | ---------------------- | - | -- | - | - | -- | -- | --- | - |
| Arany    | Kanada (CAN)           | 3 | 3  | 0 | 0 | 29 | 1  | +28 | 6 |
| Ezüst    | Egyesült Államok (USA) | 4 | 3  | 0 | 1 | 52 | 2  | +50 | 6 |
| Bronz    | Csehszlovákia (TCH)    | 3 | 1  | 0 | 2 | 1  | 31 | –30 | 2 |
| 4.       | Svédország (SWE)       | 6 | 3  | 0 | 3 | 17 | 20 | –3  | 6 |
| 5.       | Svájc (SUI)            | 2 | 0  | 0 | 2 | 0  | 33 | –33 | 0 |
|          | Franciaország (FRA)    | 1 | 0  | 0 | 1 | 0  | 4  | –4  | 0 |
|          | Belgium (BEL)          | 1 | 0  | 0 | 1 | 0  | 8  | –8  | 0 |